# Cornwall (Jamaica)

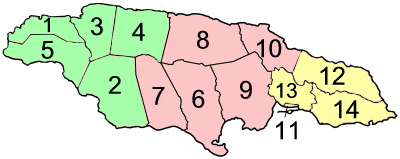
Condado de Cornwall em verde

Cornwall é um dos três condados históricos da Jamaica, está localizado no oeste do país. O condado inclui Montego Bay, a segunda maior cidade do Jamaica.
| Nº                  | Paróquia         | Área (km²) | População (censo 2001) | Capital        |
| ------------------- | ---------------- | ---------- | ---------------------- | -------------- |
| Condado de Cornwall |                  |            |                        |                |
| 1                   | Hanover          | 450,4      | 67.037                 | Lucea          |
| 2                   | Saint Elizabeth  | 1.212,4    | 146.404                | Black River    |
| 3                   | Saint James      | 594,9      | 175.127                | Montego Bay    |
| 4                   | Trelawny         | 874,6      | 73.066                 | Falmouth       |
| 5                   | Westmoreland     | 807,0      | 138.947                | Savanna-la-Mar |
|                     | Total do Condado | 3.939,3    | 600.581                |                |
|                     | Total da Jamaica | 10.990,5   | 2.607.631              |                |